# IC 3889
IC 3889 је појединачна звијезда у сазвјежђу Ловачки пси која се налази на листи објеката дубоког неба у Индекс каталогу.
Деклинација објекта је + 36° 1' 0" а ректасцензија 12h 54m 50,8s.